# José Francisco Biguezal
José Francisco Biguezal Díaz (Vitoria, 11 de abril de 1692-Ciudad Rodrigo, 2 de diciembre de 1762) fue un religioso español, obispo de Ciudad Rodrigo entre 1756 y 1762.

## Biografía
Nacido en Vitoria en 1692, este religioso fue ordenado obispo de Ciudad Rodrigo el 24 de mayo de 1756 tras un período de docente en la Universidad y de arcediano de Robleda en la catedral de Astorga. Fue un episcopado corto a causa de su pronta muerte por enfermedad, pero realizó algunas reformas de interés. En el plano arquitectónico destaca la restauración de la iglesia parroquial de San Isidoro y en el ámbito de la legislación, la publicación de una ordenanza sobre la cesárea post mortem a petición del rey. Falleció en Ciudad Rodrigo en 1762, y está enterrado en la catedral de aquella localidad, donde solo lo recuerda una losa con inscripción en la pared. 